# Lilla Krokevattnet
Lilla Krokevattnet är en sjö i Melleruds kommun i Dalsland och ingår i Göta älvs huvudavrinningsområde.